# Magyar Nemzet (napilap, 1938–2018)
A Magyar Nemzet országosan megjelenő magyar közéleti, politikai napilap volt. 1938. augusztus 25-i alapítása, és 2018-as megszűnése között kis híján 80 évet élt, ezzel Magyarország egyik legpatinásabb újságja volt. Történetében számos alkalommal változott, formájában, és politikai kötődésben is.
A napilap a 2018-as országgyűlési választásokat követően, 2018. április 11-ével szűnt meg. Munkatársainak egy része még az év májusában megalapította a szellemi utódnak szánt Magyar Hangot. A megszűnt újság nevét 2019 februárjától a Magyar Idők vette fel.

## Története

### Alapítás és kezdeti idők
A lapot Pethő Sándor Hegedűs Gyulával alapította 1938. augusztus 25-én, miután több munkatársával együtt kilépett az 1920 óta működő (általa és Milotay István által alapított) Magyarság című lapból, melyet ekkor a laptulajdonos nemzetiszocialista lappá nyilvánított. A lapot a Chorin–Kornfeld–Weiss nagytőkés csoport finanszírozta. Ahogy a Magyarság, úgy a Magyar Nemzet is jobboldali, mégis legfőképpen náciellenes lap volt, ennél fogva sokszínű szellemiséget képviselt és legfontosabb fóruma lett a náci befolyást ellenzőknek. Hamar nagy népszerűségre tett szert, s olyan neveket tudhatott munkatársai közt, mint Szekfű Gyula, Barankovics István, Lendvai István vagy Márai Sándor. Bár a lapot többször felfüggesztették, véglegesen csak a német megszállást követően tiltották be, mikor is 1944. március 22-én a Gestapo feldúlta a lap szerkesztőségét. Csak 1945. május 1-jétől tudott újraindulni a lap.

### Az államszocializmus időszaka
Bár a lapot be nem tiltották, önálló, pontosabban a rendszert bíráló politikai álláspontot nem közölhetett le, a kormány hivatalos politikai álláspontját volt köteles megírni. Sokan emigráltak, a Magyarországon maradtak pedig a létrejött körülményekhez mérten igyekeztek legalább részleges függetlenséget elérni, az elnyomás azonban nem engedett ilyen jellegű törekvéseknek. 1953-tól a lap Nagy Imrét és kormányát támogatta Rákosi Mátyással szemben.
1954-ben a Hazafias Népfront lapjának nevezték ki, s ilyen minőségében volt jelen hivatalosan egészen a rendszerváltásig. 1956-ban felvállalta a Petőfi-kör népszerűsítését, majd október 23-ától a forradalom vezető sajtóorgánuma és egyben a második Nagy Imre-kormány félhivatalos lapja lett. November 4-től azonban nem jelenhetett meg a lap egészen 1957 szeptemberéig. Ezt követően, a kádári szocializmus alatt nyílt fokozatosan több lehetősége a Magyar Nemzetnek a hatalom által megszabott keretek lassú, óvatos tágítására, így – bár nyíltan ellenzéki nyilván senki nem lehetett – óvatos, riportok, publicisztikák sorai közt megbúvó véleménynyilvánításra is. Az újság egyébként ez idő tájt is leginkább az értelmiség lapjának számított, külpolitikai és kulturális hírek és publicisztikák közlésében számított elsősorban jelentősnek. (A belpolitikai híreknek változatlanul a kormány álláspontját kellett közvetíteniük.)
Szellemiségbeli folytonosságot mutat a lap történetében, hogy 1973-tól az alapító Pethő Sándor fia, Pethő Tibor lett a lap főszerkesztője közel tíz éven át. (1990-től egészen 1996-ban bekövetkezett haláláig szintén vezetője volt a lapnak.)
Jelentős sajtótörténeti esemény volt Illyés Gyula 1977-es karácsonyi cikke az addig tabutémának számító erdélyi magyarság ügyéről. 1987-ben a Magyar Nemzet elsőként és egyedüliként készített interjút (az egyébként akkoriban épp a Hazafias Népfront főtitkáraként is ismert) Pozsgay Imrével a Lakiteleki találkozóval és a Magyar Demokrata Fórum megalakulásával kapcsolatban. A Magyar Nemzet vezető szerepet vállalt 1988–1989-ben a rendszerváltás ügyében is.

### A rendszerváltás után
Közvetlenül a rendszerváltás utáni időkben a Magyar Nemzet számított talán a leghitelesebb lapnak, ám nem sokkal később két jelentős problémával kellett szembesülnie. Egyrészt gondot okozott, hogy az eddig viszonylag egységes álláspontot képviselő és látszólag csupán árnyalataikban eltérő nézőpontok a lapon belül immár szembekerültek egymással, olyannyira, hogy az országos politikai helyzet elmérgesedésétől nem függetlenül kibékíthetetlen belső viták alakultak ki. Másrészt a lapprivatizáció problémája is jelen volt, vagyis hogy az addig állami tulajdonban lévő lapokat ki vásárolja fel.
A Magyar Nemzettel kapcsolatban ez ügyben is rengeteg vita folyt, s ez az érezhető külső-belső konfliktus nem tett jót a lap népszerűségének, így nem tudott a korszak vezető lapja lenni, pedig a korábbiak alapján ekkor lehetett volna csak igazán.
1996-ban, a Horn-kormány ideje alatt a Postabank lett a lap tulajdonosa. Ez idő tájt a lap egy mérsékelt, független jobboldali lapként működött, szerkesztői bizottsága is újjáalakult. (Ez szintén Pethő Tibor nevéhez fűződik.) 1997-ben a napilap és főszerkesztője, Pethő Tibor Magyar Örökség díjas lett.
2000-ben egy sokat vitatott fordulat[forrás?] következett be a lap történetében: a Magyar Nemzet egyesült a Napi Magyarország nevű, jóval erősebb hangvételű, jobboldali lappal (mely az MDF által 1990-ben alapított Új Magyarország című lap utódja volt). Az újság innentől kezdve nyíltan a Fidesz napilapjaként tevékenykedett, "Polgári napilap" alcímmel. Az egyesülést követően a Magyar Nemzet a Napi Magyarország tipográfiáját vette át, az újságírók jelentős részével egyetemben. A kiváló újságírók egy része Régi Nemzetesek Társasága néven egyesületet alapított, és a Vasárnapi Hírek karácsonyi számában, évente egyszer, „Régi Nemzet” címmel mellékletet közölt le.
Az újság a Fidesz 2010-es választási győzelme után is megtartotta pártlap-jellegét, hangvételében azonban agresszívabb, a kormány mellett szélsőségesen elkötelezett módon.
Újabb változást jelentett 2015. február 6. (amit sokan csak G-napként emlegettek), amikor nyilvánvalóvá vált a Simicska–Orbán-szakítás. Simicska Lajosnak a miniszterelnökre tett dehonesztáló kijelentéseivel egyidőben összes médiaérdekeltségében puccsszerű változások történtek. A lapnál is felállt a szerkesztőség Fideszhez hű része, de sikerült villámgyorsan úgy megszervezni az átrendezést, hogy a lap már másnap megjelenhetett, D. Horváth Gábor főszerkesztőségével. A február 7-én megjelent lapszám teljesen semlegesen állt hozzá az elmúlt nap eseményeihez. Ezt követően az újság megpróbált visszatérni eredeti, polgári konzervatív gyökereihez, sőt még némi kormányellenes retorikát is megengedett magának.

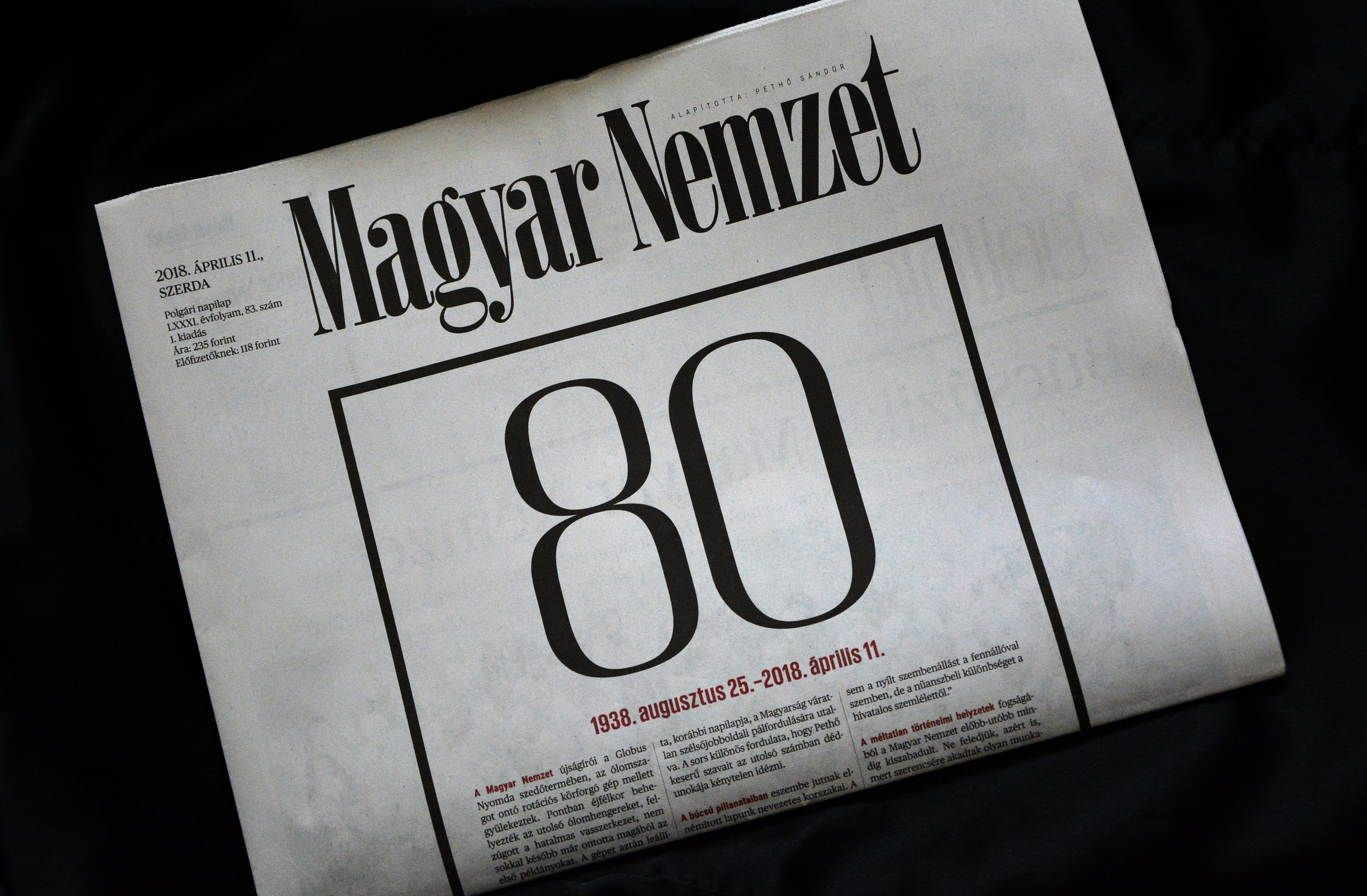
A Magyar Nemzet utolsó, 2018. április 11-i száma

Utolsó száma 2018. április 11-én jelent meg, miután a Fidesz harmadik kétharmados győzelme után Simicska Lajos hirtelen bejelentette, hogy azonnali hatállyal felfüggesztik kiadását. Mintegy búcsúszámként a 2018. április 14-én tartott kormányellenes tüntetés alkalmából szamizdat módon nyomtatásba került 40 000 példány. Szerkesztőségének egy része együtt maradt; május 8-án egy újabb tüntetésen kezdték el osztogatni az utódlapnak szánt Magyar Hang nulladik számát, mely hetilapként először május 18-án jelent meg.
Miután Simicska Lajos 2018 nyarán összes médiaérdekeltségét eladta, elvben lehetségessé vált, hogy a Magyar Nemzet újrainduljon. Kezdetben Ungár Péter LMP-s politikus kívánta megvásárolni, de Simicska nemet mondott. Később felmerült, hogy a kormánypárti Magyar Idők megszüntetése mellett a 2015 előtti formájában indulhat újra a vonzóbb márkanévvel bíró Magyar Nemzet. Erre végül egy 2019. február 2-án a Magyar Időkben megjelent közleményben került sor, melyben bejelentették, hogy az újság 2019. február 6-tól a továbbiakban Magyar Nemzet címen fog megjelenni. A szimbolikus átnevezési dátum a G-napként elhíresült eseménysor negyedik évfordulója.
A lap történetét a 2018-ban megjelent „A Magyar Nemzet története, 1938–2018” című könyv foglalja össze.

## Politikai beállítottság

### Alapvető értékrend
Az újság elsősorban a címlapon is Pethő Sándorra hivatkozott, akinek konzervatív, polgári hozzáállását követendő mintának tartotta. A lap hozzáállása mindig a jelenkori politikai lehetőségeknek, helyzetnek megfelelően alakult. A Magyar Nemzet a hagyományos konzervatív értékrend alapvető fogalmait tekintette alapelvének, és ennek megfelelően igazodott a jelenhez.

### Politikai elkötelezettség
[forrás?]
Indulásakor a lap mérsékelt konzervatív beállítottsággal rendelkezett, de konkrét párthoz való kötődése nem volt, jelenleg sincs. (Pethő Sándor gróf Andrássy Gyula eszméi iránti feltétlen elkötelezettségét leszámítva.) Az egypártrendszeri időkben nagyrészt a Hazafias Népfront lapjaként működött [forrás?]. A rendszerváltást követő belső nézeteltérések különböző ideológiai kötődések miatt alakultak ki, így a lap nyilván nem lehetett teljesen elkötelezett semmilyen párt irányába, hisz nem volt egységes álláspontja sem. 1996-os felvásárlását követően felvethető a tulajdonos Postabank állami jellegénél fogva, hogy az aktuális vezető pártok (1998-ig az MSZP–SZDSZ, 1998-tól a Fidesz) ezen keresztül esetleg valamilyen hatással voltak a lapra. A 2000-es egyesülést követően támogatta a Fidesz – Magyar Polgári Szövetséget egészen 2015-ig, amikor a kormánypárttal megszakadt a kapcsolata, azóta azonban a kormánypártok hírmondójaként üzemel kritikusai szerint, míg támogatói a jobboldali kereszténydemokrata iránya miatt szimpatizálnak vele.

## Olvasótábor
A lap mindenkire számított, mint olvasóra, jobb- és baloldalról egyaránt, korosztálytól függetlenül.

## Jelleg, szerep

### Állásfoglalás
Hagyományosan konzervatív lap volt, azonban nem zárkózott el esetlegesen a laptól eltérő vélekedésű véleménynyilvánítás, vitaindítónak tekinthető cikkek leközlésétől sem. Szerepét tekintve előbb a 2000-es egyesülést követően változott: ezt követően jóval nagyobb hangsúlyt fektettek tényfeltáró, leleplező riportokra, cikkekre, mint annak előtte, valamint olyan témákra, melyről máshol, mások nem írtak. Ezt az újság a Napi Magyarország részéről örökölte meg. Bár bulvár téma is felmerült a lapban, ha arra érdemes, ám a bulvárosodást a Magyar Nemzet határozottan elutasította. (Forrás: Magyar Nemzet egy neve elhallgatását kérő munkatársa).
2015. februárja, az ún. G-napot követően a lap politikai irányultságát tekintve eltávolodott a Fidesztől. A váltást követően kinevezett új lapvezetés célul tűzte ki a pártoktól független, a politikai szereplőktől egyenlő távolságot tartó, a minőségi újságírás nyugati hagyományait követő szerkesztőségi munkát.

### Jellegzetességek
Bár a lap formáját tekintve az idők során változott, a logó a kezdetektől változatlan maradt. Ugyanaz a betűtípus (Bodoni Antiqua), mellyel egyébként a Tizenkét pont főcímét nyomtatták az 1848-as forradalomban. A napilap sokáig a magyar lappiacon egyedüliként fekete-fehér nyomásban jelent meg. Később már azonban a többi napilaphoz hasonlóan színes volt: 2016. október 22-én, Lovasi Eszter művészeti vezető tervei alapján, tipográfiailag is teljesen megújult. A nyomtatott napilap megújulását 2017. márciusában, Tóth Szabolcs Töhötöm főszerkesztő-helyettes vezetésével, követte a Magyar Nemzet online újratervezése is.

## Megjelenés, mellékletek
A Magyar Nemzet a hét hat napján jelent meg, kiegészülve a keddi műsorújsággal, a szombati közéleti, kulturális magazinnal. Ezeken kívül néha alkalmi mellékletek is megjelentek. Mint a legtöbb országos napilapnak, a Magyar Nemzetnek is elsősorban fővárosi vagy főváros közeli volt az olvasóbázisa. Az utolsó időkben a magyar médiában eluralkodó bulvár, a kereskedelmi televíziók és az Internet megnehezítették a lap helyzetét, bezárása előtt még mindig több tízezren olvasták naponta.
A Magyar Nemzet Online először 2015-ben ideiglenesen, majd 2017 márciusában teljesen megújult. 2016 végétől a hírportált és a nyomtatott napilapot már nem két különálló stáb, hanem integrált, közös szerkesztőség készítette.

## Utolsó kiadás
- Igazgató-főszerkesztő: D. Horváth Gábor
- Főszerkesztő-helyettesek: Szerető Szabolcs, Tóth Szabolcs Töhötöm
- Lapszerkesztők: György Zsombor, Németh Erika, Szilágyi Richárd

### Netes kiadás (Magyar Nemzet)
A Magyar Nemzet 2016 végén integrálta, egyesítette az addig különálló print és online szerkesztőséget, így a Magyar Nemzet hírportálját és a nyomtatott napilapot is immár ugyanaz a stáb készítette. A megszűnését követő években a korábbi archívum elérhető volt, de 2022-ben a link már a mai újságra irányít át.

### Mellékletek
- Magazin
  - Szerkesztő: Wekerle Szabolcs
  - Társszerkesztő: György Zsombor, Szathmáry István Pál, Gazda Albert, Csécsi László
  - Műsorújság

Kiadja a NEMZET Lap- és Könyvkiadó Korlátolt Felelősségű Társaság Felelős kiadó: a NEMZET Lap- és Könyvkiadó Korlátolt Felelősségű Társaság ügyvezető igazgatója. Lapigazgató: Tóth Marianna, Simicska Ádám

### Főszerkesztők és felelős szerkesztők
- 1938–1940: Pethő Sándor főszerkesztő
- 1938–1943: Hegedűs Gyula felelős szerkesztő
- 1943–1944: Barankovics István felelős szerkesztő
- 1945–1950: Hegedűs Gyula felelős szerkesztő
- 1949–1951: Mihályfi Ernő főszerkesztő
- 1949–1955: Parragi György felelős szerkesztő
- 1951–1955: Boldizsár Iván főszerkesztő
- 1955–1956: Parragi György főszerkesztő
- 1955–1956: Komor Imre felelős szerkesztő
- 1956: Losonczy Géza, Pethő Tibor, Pártay Tivadar felelős szerkesztők
- 1957–1972: Mihályfi Ernő főszerkesztő
- 1957–1958: Révész Jenő felelős szerkesztő
- 1973–1982: Pethő Tibor főszerkesztő
- 1982–1989: Soltész István főszerkesztő
- 1990–1996: Pethő Tibor (a szerkesztőbizottság elnöke)
- 1990: Martin József főszerkesztő
- 1990–1991: Dr. Tóth Gábor megbízott főszerkesztő
- 1991–1992: Pethő Tibor főszerkesztő
- 1992–1993: Krasznai Zoltán főszerkesztő
- 1993–1999: Dr. Tóth Gábor főszerkesztő
- 1996–2000: Kristóf Attila (a szerkesztőbizottság elnöke)
- 1999–2000: Kormos Valéria főszerkesztő
- 2000–2015: Liszkay Gábor igazgató-főszerkesztő
- 2015–2017: D. Horváth Gábor főszerkesztő
- 2017–2018: Schlecht Csaba főszerkesztő[19]

## A lap tulajdonlásának alakulása
- Lapkiadó Vállalat, 1988-tól Pallas Lap- és Könyvkiadó Vállalat (1949–1990)
- Magyar Nemzet Lap- és Könyvkiadó Kft. (1990)
- Magyar Nemzet Kiadó Rt. (1991–1994)
- Hírlapkiadó Kiadási és Hirdetési Rt. (1994)
- Mahir Magyar Hirdető Rt. (1994–1995)
- Hírlapkiadó Kiadási és Hirdetési Rt. (1995–1996)
- P and B Média Portfóliókezelő Rt. (1996–2000)
- Nemzet Lap- és Könyvkiadó Kft. (2000–2018)